# ムハンマド・イブン・サウード
イブン・サウードとして知られるムハンマド・ビン・サウード・アール・ムクリン（アラビア語: محمد بن سعود آل مقرن, ラテン文字転写: Muḥammad bin Suʿūd Āl Muqrin、1687年 - 1765年）はディルイーヤ首長にして第一次サウード王国およびサウード王朝（いずれも彼の父サウード・ビン・ムハンマド・アル・ムクリンにちなむ）の祖と見なされる人物。彼の治世は1727年から1765年におよんだ。

## 出自
サウード家（当時はアル・ムクリン家として知られていた）の血統はハニーファ族に遡るが、（一般的な誤解とは異なり）ムハンマド・イブン・サウードはベドウィン遊牧民でも族長でもなかった。彼は今日のリヤド付近、ディルイーヤと呼ばれる農村集落の長であった。その地に土地を保有していた彼は、行商人相手に金融業を営んでいた。また、彼は実力ある好戦的な砂漠の戦士であった。

## 幼少期
ムハンマド・イブン・サウードは1687年、ディルイーヤで生まれた。兄弟にスナヤーン、ファルハード、マシャーリーがいた。家族はディルイーヤにあるトゥライフ城に住んでいた。彼は兄弟全員を破り、ディルイーヤでの支配権を確立した。

## 治世
ムハンマド・イブン・サウードは1727年、ディルイーヤ一帯を支配する首長になった。当初の本拠地はディルイーヤの町であり、彼はそこで保護を求めてきたムハンマド・イブン・アブドゥルワッハーブと会っている。彼らは1744年か1745年に盟約を結んだ。サウードはワッハーブに対し、（1）ワッハーブがディルイーヤに留まること、および（2）領主サウードによる税の徴収に抗わないことの2条件を申し入れた。彼は第1条件には合意したものの、第2条件に関しては戦いによってより多くの物が得られるだろうから徴税はしないようにとイブン・サウードを説得した。イブン・サウードはワッハーブの提案を受け入れ、盟約は成立した。彼らの協力関係はワッハーブの娘がイブン・サウードの息子にして後継者アブドゥルアズィーズ・ビン・ムハンマド・アル・サウードに嫁ぐことによってより公的なものとなった。その後もサウードとワッハーブの子孫（シャイフ家）は親密な関係を保つこととなる。しかしながら同盟関係は家族による完全な支持を得られたわけではなく、兄弟のひとりスナヤーンはそのような協力関係に反対している。
ワッハーブはイブン・サウードとサウード家に対し軍事的援助を提供し、他の勢力を打倒してアラビア半島に王朝を開く手助けをした。それに加え、イブン・サウードは同盟の結成後自らの従属部族から税を集めるようになり、またナジュド＝ワッハーブ最初のエリート層が出現した。すなわち、王家・ワッハーブ家聖職者・従属部族というサウード家による今日まで続くサウジアラビア支配の基盤が形作られることになった。協約により、ディルイーヤ首長はイマームと呼ばれるようになった。アブドゥルワッハーブは治世の終わりまでイブン・サウードの助言者となった。
1747年にイブン・サウードはリヤド領主ダッハーム・ビン・ダッワースへの攻撃を開始した。しかしながら、これらの攻撃は28年にもおよび、最終的にムハンマドではなくその子で後継者アブドゥルアズィーズの代、1773年にリヤドをようやく攻略する。イブン・サウードは奴隷のひとりサーリム・ビン・ベラール・アル・ハーリクと70人の武装した使者をオマーンの部族に送り、サウード家に忠誠を誓わせようとした。ヤース族、シャーミス族、ヌアイミー族は一度は抵抗したものの、その後要求を吞みラアス・アル＝ハイマとシャールジャのカワーサメ族とともにワッハーブ派についた。イブン・サウードはどこであれ攻撃を仕掛ける前、住民に対し3度ワッハーブ派への改宗を呼びかけた。呼びかけが拒絶された場合、軍勢が攻撃を仕掛け住民を殺害した。
彼が自らの政府を打ち立てた過程は今日に至るまでサウード家の支配者にとっての模範となっている。政府はイスラーム的原理とシューラーの開催に基づいていた。彼は1765年の死まで首長国を支配した。彼の死の時点で、ナジュドのほとんどの住民およびナジュド南部の全ての住民はワッハーブ派の信徒となっていた。

## 人物と死
イブン・サウードの妻ムーディ・ビント・アビー・ワフタン・アル・カシールはワッハーブとの会合の手助けをした。彼にはサウード、ファイサル、アブドゥルアズィーズ、アリーの5人の息子がいた。彼らのうち、サウードとファイサルは父に先立ち1747年に戦死した。
イブン・サウードは質素な服装であり、マムルーク朝やオスマン帝国の君主とは異なり装備に装飾を施さなかった。彼は1765年ディルイーヤで亡くなり、長男アブドゥルアズィーズが跡を継いだ。

## 影響
サウジアラビア王国の祖として、イマーム・ムハンマド・イブン・サウード・イスラーム大学が彼に因んで命名されている。